# Zoufftgen
Zoufftgen település Franciaországban, Moselle megyében. Lakosainak száma 1271 fő (2022. január 1.). Zoufftgen Hagen, Hettange-Grande, Kanfen, Basse-Rentgen, Roussy-le-Village és Volmerange-les-Mines községekkel határos.

## Népesség
A település népessége az elmúlt években az alábbi módon változott:
| Lakosok száma | 1042 | 1153 | 1222 | 1222 | 1233 | 1245 | 1253 | 1262 | 1271 |
|               | 2013 | 2015 | 2016 | 2017 | 2018 | 2019 | 2020 | 2021 | 2022 |